# کورال سگویا

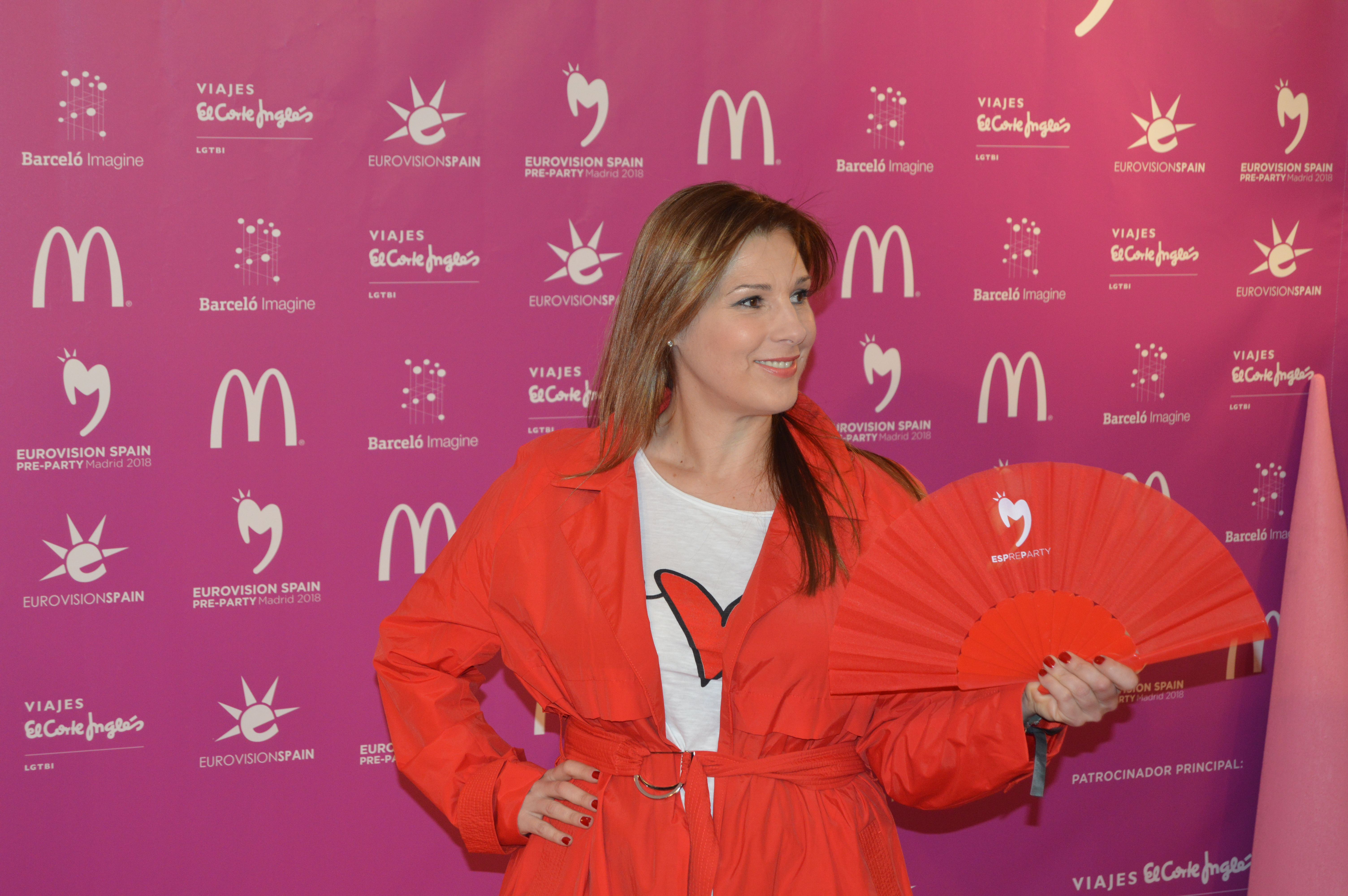

کورال سگویا (مادرید، ۲۲ مارس ۱۹۷۱)، خواننده موسیقی پاپ اسپانیایی است که درسال ۲۰۰۵ برنده جشنواره بنیدورم شده‌است.
او با سه آلبوم و چندین تک آهنگ به عنوان نماینده اسپانیا در مسابقه آواز یوروویژن شناخته شده‌است. آخرین حضور او در این مسابقات در سال ۲۰۱۰ با آهنگ En una vida بود.

## مسیر شغلی
مادر کورال سگویا، رقصنده بزرگ اسپانیایی Bebe Palmer بود. او آموزش خود را به عنوان یک خواننده در سنین پایین آغاز کرد، با دریافت آموزش‌های آواز کلاسیک از لوئیس آرندیلو و رقصیدن در آکادمی جورجیو آرسو، طراح رقص افسانه ای تله‌بیسیون اسپانیولا مسیر شغلی خود را آغاز کرد. او در دوازده سالگی روی صحنه رفت و در چهارده سالگی اولین آهنگهای خود را با تهیه‌کننده اسپانیایی خوان کارلوس کالدرون ضبط می‌کرد و از طریق اجرا در کلوپ‌های شبانه و تئاتر تجربه کسب کرد.
کورال ۳ آهنگ مستقل را ضبط کرد که همه آنها توسط خوان کارلوس کالدرون نوشته و تهیه شده بود. او اولین حضور تلویزیونی خود را در سال ۱۹۹۱ در ۱۷ سالگی در برنامه "Entre Amigos" اثر خوزه لوئیس مورنو با نام کورال پالمر انجام داد و به این ترتیب نام خانوادگی هنری مادرش را برگزید.